# 이라크 해군
이라크 해군은 육군, 공군과 함께 이라크의 삼군 중 하나에 속하며, 주로 영해 방위를 담당하고 있다. 1937년 7월 2일에 창설되었다. 보유 병력으로는 1,500명의 수병과 800명의 해병대원이 있다.

## 역사

### 왕정 시대
1937년 7월 2일 바스라에 기지를 둔 4척의 함선에서 시작했다. 이 기간에는 주로 강이나 연안의 방위를 책임지는 Brown-water Navy에 머물러 있었다. 제2차 세계 대전 당시 이라크는 연합국으로 참전하였다. 그러나, 해군은 규모가 작아서 참전하지 않았다.

### 이라크 공화국 시대 (걸프 전쟁 이전)
1960년대 초에 이라크 해군력은 눈에 띄게 많은 수의 어뢰정과 함선이 소련으로부터 공급되어 확충되어 나가지만 사실 1958년 7월 14일에 일어난 혁명의 여파로 침체상태에 빠지게 된다. 1968년 7월 17일부터 30일까지 이라크군 수뇌부는 해군력 강화에 전력을 투입하여 후일 1980년대에 자국 해군장교들이 이란 해상목표물을 정확히 타격하여 이라크침공을 저지해 낼 만큼의 새로운 강력한 해군력을 건설하게 된다.
이라크 해군력은 전략적 중요성으로 인해 외국해군력에 노출된 심각한 아랍 걸프만 지역에서 집중적으로 육성되었다. 이라크를 비롯한 아랍국가들의 해군 기술스텝 인력을 키워내기위해 바스라에 Arab Gulf Sea Academy for sea studies가 설립되어 해군관련 공학계열 이수자들에게 석사 학위를 제공하기 사작한다. 이 아카데미는 해군관련 공학분야의 과학적연구의 진전을 장려하고 게다가 기술적, 과학적 경험과 해군관련 숙련자들을 양성해내는데 전문화되었고 독립적 자료와 관리권한을 가진 해군과 해군업무를 관장하던 상부 위원회에서 파견된 행정부에서 관리되었다.
1980년초 이라크해군은 이란해군과 상반되게 바스라에 본부를 둔 약 5000명으로 구성된 자국군내에서도 가장 작은 분과였고 이란과의 전쟁중에도 사실상 별다른 성과를 올리지 못하였다, 이라크해군은 절대로 이란해군의 상대가 되지 못하였고 전쟁발발후에는 실질적으로 거의 가동상태에서 임무수행 활동을 전혀 하지 않은채 항구에만 묶여 있게 된다.
특히 1980년 후에는 당시 치열한 격전장이었던 바스라로 통하는 Shatt Al Arab 수로가 지나가는 이라크에서 두 번째로 큰 해군시설이 있던 Umm Qasr항은 추가된 군사적 중요성을 띄게되고 1988년 초에는 이라크해군이 운용중이던 가동가능한 주요 함정들이 모여 배치된다.
1977년과 1987년 사이에 이라크는 구소련연방으로부터 8척의 고속공격이 가능한 Styx 함대함 미사일을 장착한 Osa급 미사일정을 도입하게 된다. 1986년말에는 이탈리아로부터 4척의 Lupo급 프리기트함과 Otomat-2 함대함미사일을 장착한 6척의 Wadi Assad급 코르벳함을 발주한다. 이 4척의 프리기트함과 6척의 코르벳함은 이탈리아정부의 이라크에 선포한 제재안하에 이탈리아 항구내에 발을 묶이게 되지만 이들 함정의 구매시도는 이라크의 해군력 업그레이드 의도를 타진하게 된다.
1990년 여름까지 이라크해군은 일단의 소규모의 Osa급 유도미사일정과 다수의 보조함으로 편성되어 있었고 당시 이라크해군이 장비하고 있던 구소련제 Osa급 유도미사일정은 5000kg짜리 탄두 하나로 프리기트함 한척을 침몰시키거나 전함 한척에 치명상을 가할 수 있지만 반면에 공격능력은 제한적이었고 변형에 따라 각가지 다른 최대 사거리 46km 또는 95km를 가진 Styx 함대함미사일을 장착하고 있었다. 
걸프전기간중 미국 주도의 다국적군에 가해진 이라크해군의 주요위험요소는 광범위하게 보유중이던 기뢰세력으로부터 뿜어져 나왔고 당시 이라크해군이 장비중이던 Styx, Exocet 그리고 Silkworm 함대함미사일등을 장착중이던 이라크해군의 유도미사일정과 쿠웨이트로부터 노획한 그것들을 포함하여 해군헬기와 연안 지대함미사일세력은 별다른 위협이 되지 못하였다.
이라크해군은 당시 다양한 종류의 고정식 부유기뢰, 감응촉발식 기뢰들을 여러 경로를 통해 입수하여 보유중이었고 외국에서 생산된 모델의 역설계를 통해 두 가지 형식의 기뢰를 추가적으로 자체생산했을지도 모르지만 이라크해군은 기뢰전에 대한 최첨단 교리나 기뢰설포 전용 플랫폼을 갖추고 있지는 못했다.
실상 어느 현용 함정이든지 기뢰를 달아 살포할 수 있다지만 이라크는 헬기 또한 기뢰살포수단으로 이용하였다. 당시 이라크 리더쉽은 페르시안 걸프전쟁때 이란측이 벌인 기뢰전의 효과성을 의심할 나머지 없이 인정하던차였고 이라크해군은 GCG 항구와 해상선적로, 미해군의 활동지역에 기뢰전을 수행할 수 있는 잠재력을 가지고 있었다.
하지만 조잡한 이란제 고정부유-접촉식 기뢰는 발견 즉시 해체시켜 무력화 할 수이었다지만 이라크제 감응촉발식 기뢰는 미해군과 다국적군의 기뢰제거반에 보다 더 심대한 문제를 제기하였다고 한다. 이라크 지상 위협세력으로는 사거리 25마일의 SSN-2A/B Styx 미사일을 장착한 9척의 낡은 구소련제 Osa급 유도탄정으로 구성되어 있었지만 모두 형편없이 유지되었다.
또 걸프전 발발시점때 이라크해군이 보유중이던 연안 지대함미사일 조작세력에 대해서는 별달리 알려진게 없다고 한다. 그리고 당시 이라크해군의 Osa급 유도탄정 승무원들은 어떠한 타입의 전술적 시나리오를 위한 훈련이수가 되어 있지 않은 상태였고 1980년대 초반이래 단 한발의 Styx 함대함 미사일 조차 제대로 조작하여 발사한 경험 또한 전무한 상태였다.
그들이 개량형 Styx 함대함 미사일을 도입하여 더 많이 가지고 있다고 가정해도 미해군 함정에 최대한 가까히 접근하여 성공적으로 교전을 벌일 가능성은 거의 미지수였다고도 볼 수 있었다. 그리고 초수평선 타켓팅 능력에 대한 훈련은 전혀 실시하지 않았던걸로 보이고 오직 목시선내에서의 교전만이 가능하였던걸로 추정된다.

### 이라크 공화국 시대 (걸프 전쟁)
1990년 8월 쿠웨이트침공 첫날, 이라크해군은 6척의 Exocet 함대함 미사일 장착 쿠웨이트해군 경비정<1 Lurssen FPB-57, 5 Lurssen TNC-45>과 함께 은닉해둔 100발 이상의 Exocet 함대함 미사일을 노획한다. 당시 이라크해군은 분명히 적어도 1척의 노획한 Lurssen TNC-45 경비정을 운용하고 있었다지만 이라크해군 승무원들의 일반적인 능숙도 부족과 시스템 운용에 미익숙한점의 주어진 사실을 적용해본다면 성공적으로 Exocet 함대함 미사일을 발사했었던 사실의 여부에 대해서는 의심성이 따르지 않을 수 없다. 그렇지만 노획한 쿠웨이트 함선이 제기한 위험에 대해서는 무시할 수 없는 사실이었다.
걸프전 개전당시 이라크해군은 CSSC-3 Silkworm 연안 지대함미사일-운용 부대를 동부 이라크의 Al-Faw와 쿠웨이트의 Ras Al Qulaya 해군기지 모두 2개 사이트에 전개하여 경계상태에 들어간다. 이들 두개 사이트로의 급속배치의 이면에는 이라크와 쿠웨이트 영해 모두를 사이에 두고 커버하여 접근하는 다국적군 함정이나 미해병대의 상륙작전세력을 저지하려는 의도가 있었다.
이라크해군은 약 50대로 추정되는 최대사거리 50마일의 중국제 Silkworm 함대함 미사일을 보유중이었고 이란-이라크전쟁 당시에는 이란의 Bandar Homeini항으로 가르질러 항해하던 유조선들을 향해 수차례 발사했다지만 사정거리 끝자락에 있던 이동목표에 대해 발사되어 별다른 성과를 얻지 못한다. 약 10발중 1발만이 목표에 명중하였다고 한다. 이후 1985년이래 단 한발의 Silkworm 함대함 미사일을 발사해보지 못해다지만 짧은거리내에서는 효과적으로 시스템을 운용할 능력을 가지고 있는 건 분명한 사실이다.
이라크해군은 7대의 Super Frelon 헬기로 편성된 작은 규모의 분견대를 가지고 있었는데 아마 4개 분견대 정도가 가동상태였을것으로 보이며 이 프랑스제 Super Frelon 헬기는 AM.39 Exocet 공대함 미사일들을 장착할 수 있었고 북부 페르시아만에서의 선적활동을 위협할만할 약 150마일의 전투행동반경을 가지고 있었다. 이라크해군의 Super Frelon 헬기분견대들은 이란-이라크 전쟁중 이란의 Bandar Homeini항으로 가로질러 항해하던 상선 콘보이들을 상대로 적지 않은 전과를 올렸다고 한다.
걸프전때 이라크해군은 걸프만 인근해역을 항행하던 선박들에 크나큰 위험요소를 조성할 수 있는 각가지 종류의 감응촉발식 기뢰와 고정식 부유기뢰를 비밀리에 살포했을지도 모르지만 자국영해 밖에 멀리서 효과적으로 작전을 수행할 수 없었던 연안작전수행능력만을 가지고 있었고 보유중이던 함선과 항공기, 연안 지대함미사일 세력들은 미해군을 상대로 극소한의 위협만을 제기할 수 있었다. 
Operation Desert Shield와 Operation Desert Storm은 사실상 이라크해군의 괴멸을 초래하였고 미해군은 말그대로 이라크해군을 전멸시켜버리고 뭍에까지 무력을 투사하였다. 이뿐만 아니라 다국적군의 수상함들과 헬기, 항공모함전단, 육상기지 발진 PC-3 해상초계기등 모두 100척 이상의 규모의 이라크해군을 붕괴시키는데 한몫을 하였다. 이로 인해 이라크해군은 당시 19척의 함선이 침몰하고 6척이 극심한 손상을 입게 되었다.